# Крутка крыла
Крутка крыла (англ. washout; также кручение крыла) — изменение профиля крыла по его длине, направленное на то, чтобы срыв потока при сваливании начинался с корневой части крыла. При этом элероны, находящиеся в конечной части крыла, продолжают действовать и обеспечивают летательный аппарат эффективным средством для выхода из критического режима полёта.
Известно, что сваливание летательного аппарата происходит из-за срыва аэродинамического потока от поверхности крыла, при котором резко падает коэффициент подъёмной силы. У крыльев с большим сужением и сильной стреловидностью срыв потока всегда начинается с концов крыла, при этом находящиеся там элероны перестают эффективно действовать, затрудняя выход летательного аппарата из сваливания. Чтобы обеспечить начало срыва потока с корневой части крыла, применяется два способа:
- геометрическая крутка: крыло имеет одинаковый профиль по всему размаху, но установочные углы профилей меняются таким образом, что профили в концевой части крыла обтекаются под меньшим углом атаки, чем в корневой части.
- аэродинамическая крутка: профиль крыла меняется по размаху так, чтобы срыв потока на концах начинался при бо́льших углах атаки.